# Udalrico Frundsberg
Udalrico Frundsberg, o Ulrico III (in tedesco: Ulrich von Frundsberg; Algovia, ... – Cavalese, 10 agosto 1493), è stato principe vescovo di Trento dall'11 luglio 1488 fino alla sua morte.

## Biografia

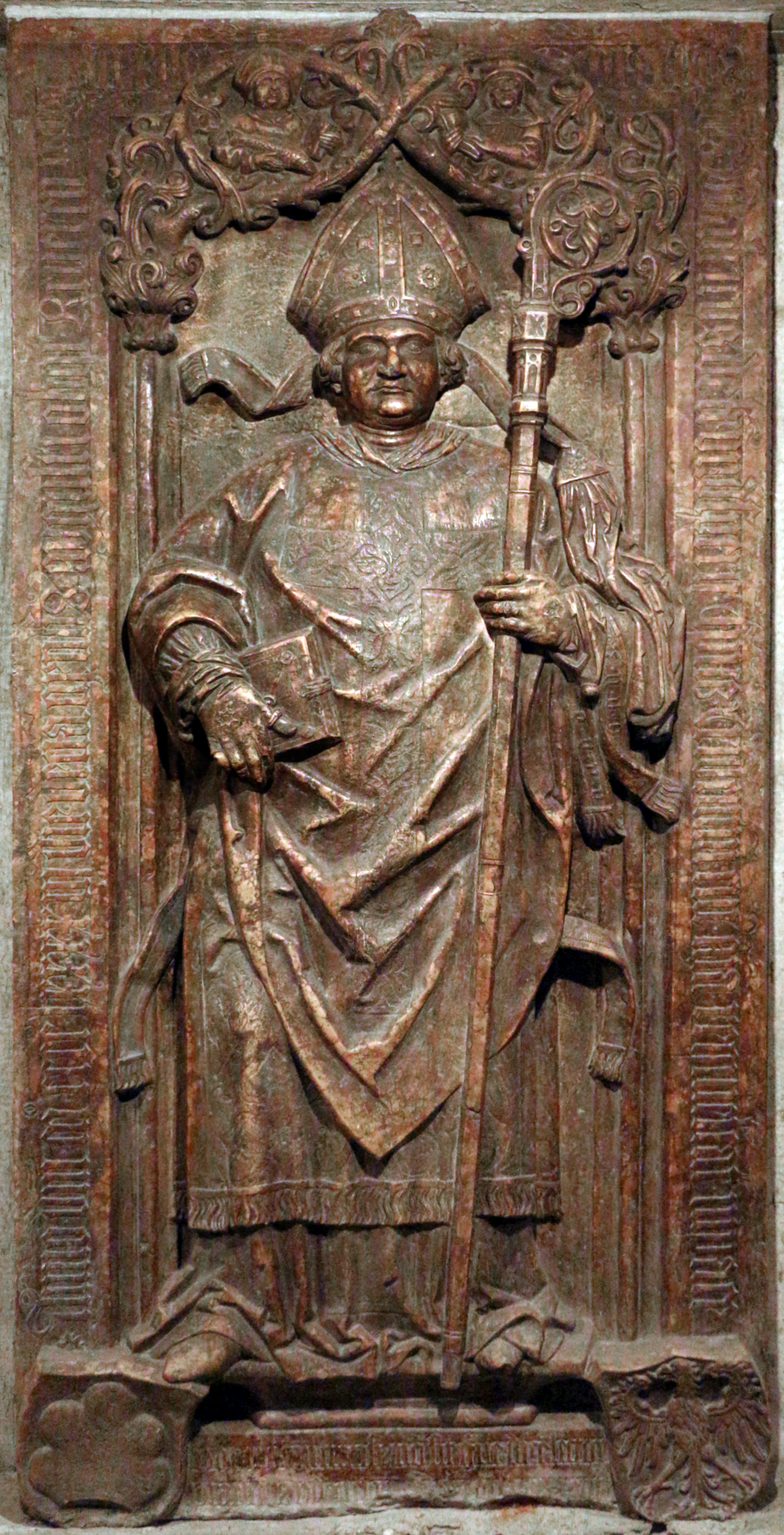
La lastra tombale di Udalrico Frundsberg, conservata nella basilica paleocristiana di San Vigilio

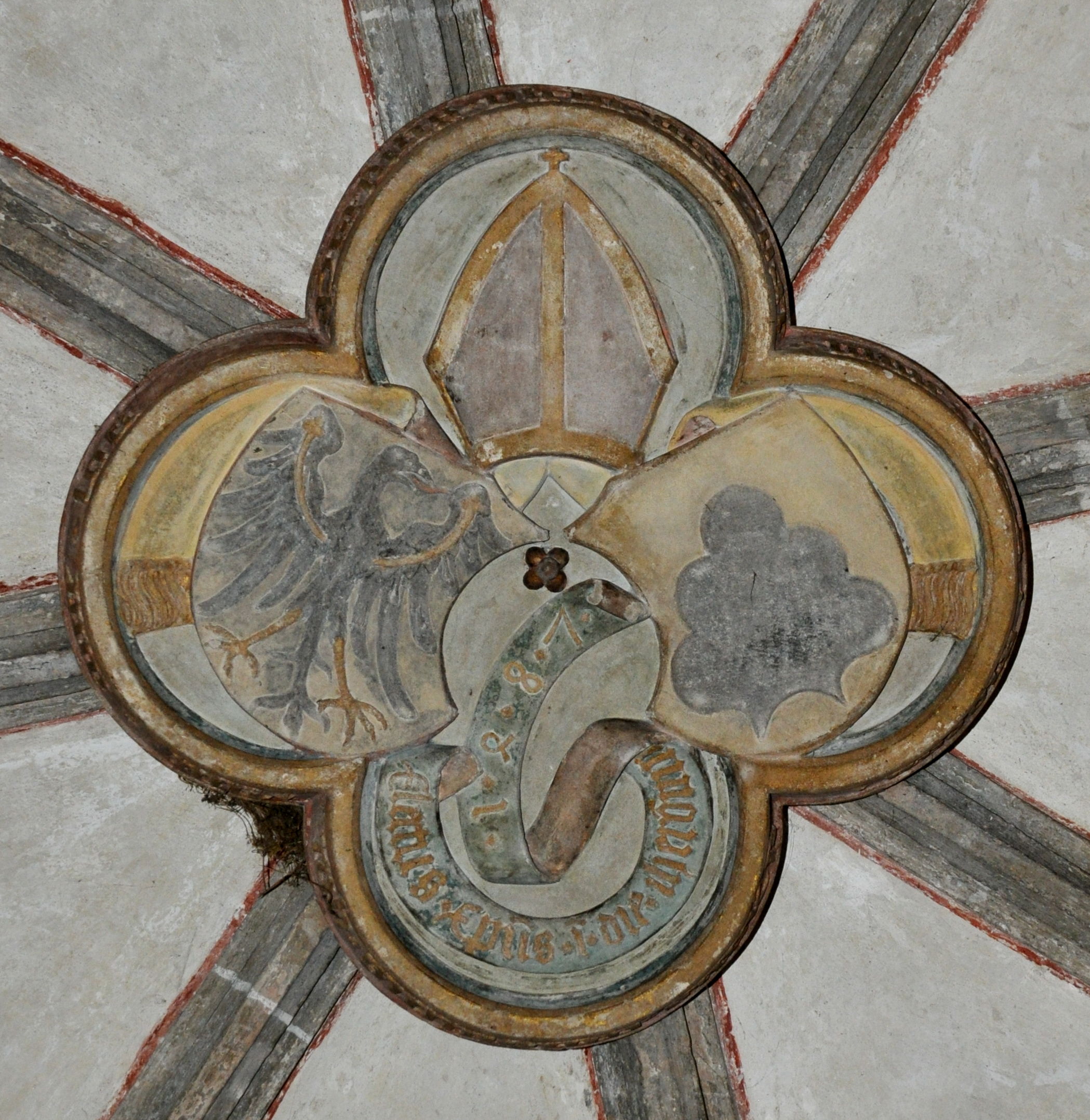
Arma d'alleanza di Udalrico Frundsberg, che unisce lo stemma dei Frundsberg con l'aquila di San Venceslao, simbolo del principato vescovile di Trento (chiostro della cattedrale di Augusta, 1487-88)

Le notizie biografiche su questa figura, prima della sua elezione al soglio vescovile trentino, sono assai scarse. Suo padre era Ulrich von Frundsberg (un membro della nobile famiglia tirolese Frundsberg, la quale diede i natali anche a Georg von Frundsberg), nacque in Algovia e in gioventù studio diritto; agli inizi della sua carriera ecclesiastica fu canonico a Bressanone (1469), Augusta e Frisinga (1473), Trento (1475), poi di nuovo Augusta e Bressanone. Venne quindi eletto principe vescovo di Trento nel 1486.
La sua nomina da parte del Capitolo venne osteggiata da più parti, e in particolare dall'imperatore Federico III, che reclamava il diritto di elezione del vescovo (confermatogli da papa Eugenio IV e poi anche da Pio II), il cui candidato sarebbe stato Giorgio di Wolkenstein.
Pochi mesi dopo essere entrato in sede, Udalrico convocò un sinodo diocesano incentrato principalmente sul comportamento dei religiosi, a cui venne proibito di giocare a carte o a dadi e di frequentare osterie e taverne, e che vennero richiamati all'obbedienza ai superiori. Fece inoltre proseguire i lavori di costruzione della basilica dei Santi Martiri di Sanzeno, fece restaurare il palazzo vescovile di Cavalese, e nel 1491 riformò lo statuto municipale di Trento.
Spirò a Cavalese il 10 agosto 1493 dopo soli cinque anni di episcopato; la sua salma venne inumata nella cripta di Santa Massenza del duomo di Trento.

## Genealogia episcopale
La genealogia episcopale è:
- Papa Innocenzo VIII
- Vescovo Udalrico Frundsberg